# Diplodus noct
Diplodus noct är en fiskart som först beskrevs av Valenciennes, 1830.  Diplodus noct ingår i släktet Diplodus och familjen havsrudefiskar. Inga underarter finns listade i Catalogue of Life.